# Bortesia
Bortesia is een geslacht van vliesvleugeligen uit de familie Torymidae. De wetenschappelijke naam van dit geslacht is voor het eerst geldig gepubliceerd in 1990 door Pagliano & Scaramozzino.

## Soorten
Het geslacht Bortesia omvat de volgende soorten:
- Bortesia longistigmus (Riek, 1966)
- Bortesia mirostigmus (Riek, 1966)
- Bortesia similis (Riek, 1966)